# سيركان بكان
سيركان بكان (بالتركية: Serkan Bakan)‏ هو لاعب كرة قدم تركي في مركز الوسط، ولد في 2001 في شهيد كامل في تركيا. لعب مع غازي عنتاب سبور.

## وصلات خارجية
- سيركان بكان على موقع اتحاد تركيا (لاعب) (الإنجليزية)
- سيركان بكان على موقع قاعدة بيانات كرة القدم.إي يو (الإنجليزية)
- سيركان بكان على موقع Soccerway.com (الإنجليزية)
- سيركان بكان على موقع عالم كرة القدم.نت (الإنجليزية)